# Oberkappel
Oberkappel település Ausztriában, Felső-Ausztria tartományban, a Rohrbachi járásban, területe 12,2 km².

## Fekvése
Tengerszint feletti magassága 511 méter. Oberkappel Wegscheid, Kollerschlag, Sarleinsbach, Atzesberg, Pfarrkirchen im Mühlkreis és Neustift im Mühlkreis településekkel határos.
Ezen a helyen haladnak át az európai sétaútvonalak E8 és E10. Az E8 Írországból többek között Hollandián keresztül (hollandiában Oeverloperpad és Lingepad néven) Németországon, Ausztria északi részén és Szlovákián keresztül Lengyelország és Ukrajna határáig fut, és magában foglalja egy szakasz Bulgáriában, a jövőbeni cél Isztambul Törökországban. Az E10-es Lappföldről érkezik, és Finnországon, a volt NDK-n, a Cseh Köztársaságon és Ausztrián keresztül az észak-olaszországi Bozen/Bolzanóig fut; A tervek szerint az útvonalat Franciaországon és a spanyol keleti partokon keresztül Gibraltárig kiterjesztik.

## Történelem
A hely eredetileg a Hochstift Passau-ban volt. Az 1581-es rannariedli telekkönyv szerint Oberkappel a Wegscheid plébániához tartozott. 1783-ban mint plébánia önállósult. Az 1803-as szekularizáció során a Hochstiftischen terület nagy részével rendelkező hely Ferdinánd toszkán főherceg és Salzburg választói kezébe került. A hely aztán 1805-ben Bajorországba került. Oberkappel 1814 óta Felső-Ausztriához tartozik, és azóta Bajorország határvárosa. Miután Ausztriát 1938-ban a Német Birodalomhoz csatolták, a hely a Gauhoz Oberdonau tartozott. A második világháború alatt Oberkappel volt az a hely, ahol a szövetséges csapatok először léptek be osztrák területre. 1945 után megtörtént Felső-Ausztria fellendülése. Ma Oberkappel egy kis turistaváros.

## Ismert Oberkappellerek
- Franz R. Friedl (1892-1977), zeneszerző

## Népesség
Lakosainak száma 725 fő (2018. január 1.).